# Drvene igračke Hrvatskog zagorja
Drvene igračke Hrvatskog zagorja su tradicijski hrvatski proizvod nastao u 19. stoljeću u Zagorju. Zaštićeno su kulturno dobro.
Izrada je počela u 19. stoljeću i zadržala se do današnjih dana u selima općina Marija Bistrica i Gornje Stubice. Središta izrade su mjesta Bistrički Laz, Stubički Laz, Gornja Stubica, Marija Bistrica, Tugonica i Turnišće. Postoji oko 50 modela igračaka poput svirala, klepetaljki (ptica s kotačićima koja se gura na štapu), tamburice, drvene životinje, najčešće konjići, zviždaljke, modeli automobila, kamiona, vlakova, aviona, dječji namještaj za lutke itd. 
Za njih je karakteristično da ih izrađuju ručno muškarci, a većinom ih oslikavaju žene. Nikada ne mogu biti dvije u potpunosti identične jer je svaka ručni rad.Igračke se izrađuju od drva iz neposredne okolice, drveta vrbe, javora, bukve i lipe. Drvo se posiječe, suši, teše, reže i oblikuje pomoću drvenih ili kartonskih šablona. Najčešće boje su crvena, plava, bijela i crna. Oslikavaju se cvjetni i geometrijski uzorci. Način izradbe prenosio se u određenim obiteljima iz generacije u generaciju i zadržao do danas. 
Igračke se prodaju na sajmovima, crkvenim svečanostima, na tržnicama, a najviše u svetištu u Mariji Bistrici. Čuvaju se i u muzejima. Nalaze se na Listi zaštićenih dobara nematerijalne baštine u Registru kulturnih dobara Republike i od 2009. godine na popisu nematerijalnih dobara upisanih na UNESCO Reprezentativni popis nematerijalne svjetske baštine u Europi. Centar za tradicijske vrijednosti i obrte u Kumrovcu skrbi o ovim tradicijskim igračkama. 

## Poveznice
- Hrvatska kulturna baština
- Nematerijalna kulturna baština
- Nematerijalna svjetska baština

## Vanjske poveznice
- Video na kultura.hr
- Hrvatska prva u Europi business.hr
- Mislava Bišćan, Katarina Varenica, razgovor s Iris Biškupić Bašić: Tradicijske igračke Hrvatskog zagorja - više od suvenira, Emisija Kulturni biseri Hrvatske na Hrvatskome katoličkom radiju. Hrvatska katolička mreža. 23. kolovoza 2019.